# Studijní komise pro ženský diakonát
První studijní komise pro ženský diakonát byla ustavena v srpnu 2016 papežem Františkem, aby přezkoumala teologii a historii služby žen jáhenek (diakonek) v římskokatolické církvi. Zpráva komise nebyla zveřejněna. Po amazonské synodě papež František slíbil, že tuto komisi znovu otevře. Místo toho v dubnu 2020 zřídil druhou komisi.

## Pozadí
Povolání jáhna se v katolické církvi po několika staletích existence postupně proměnilo v úřad vyhrazený mužům, kteří byli kandidáty kněžského svěcení a byli vysvěceni na přechodné jáhny. Účastníci Druhého vatikánského koncilu doporučili obnovení starobylého stálého diakonátu hlasováním v říjnu 1963 a v září 1964. V koncilní dogmatické konstituci o církvi (Lumen gentium) se uvádí:
...může být v budoucnu obnoveno jáhenství jako vlastní a trvalý hierarchický stupeň. Příslušným územím biskupským sborům různého druhu náleží pravomoc se schválením papežovým rozhodnout, zda a kde je vhodné ustanovit takové jáhny pro duchovní správu. Se souhlasem římského biskupa se může toto jáhenství udělit mužům zralejšího věku, a to i žijícím v manželství, a také schopným mladým mužům, pro které však musí zůstat v platnosti zákon celibátu.
Přestože byla otázka zařazení žen do diakonského svěcení předložena koncilu, papež Pavel VI. v roce 1967 povolil zřízení služby trvalých jáhnů, která byla stále omezena na muže, ale byla otevřena ženatým mužům. Podle jím stanovených pravidel patřili stálí i přechodní jáhni do jednoho řádu a byli vysvěceni podle stejného obřadu.
Katolická církev se otázkou jáhenek zabývala již v roce 2002, a to ve zprávě Mezinárodní teologické komise, která je poradním orgánem Kongregace pro nauku víry. 26. října 2009 papež Benedikt XVI. upravil kanonické právo, aby upřesnil rozdíl mezi jáhny a kněžími, a napsal, že pouze ti druzí působí „v osobě Krista“, že diakonát a kněžství jsou specifické služby, spíše než stupně v rámci svátostného svěcení.
Arcibiskup Paul-André Durocher z kanadského Gatineau nadnesl myšlenku svěcení žen na jáhenky, když hovořil na synodě o rodině v roce 2015, a pokračoval v nastolování této otázky i po synodě. Několik vyšších prelátů zaujalo k možnosti ženského diakonátu opačný postoj, včetně kardinálů Waltera Kaspera a Gerharda Müllera. Někteří biskupové[zdroj?] svěcení žen na jáhenky podporují.
Při audienci s řeholnicemi v květnu 2016 na shromáždění Mezinárodní unie generálních představených (UISG), které se konalo jednou za tři roky, byl papež František dotázán, zda by ženy mohly být zařazeny do stálého diakonátu, a byl dotázán na možnost zřízení oficiální komise, která by tuto záležitost prozkoumala. František odpověděl, že historie je „nejasná“ a že není zřejmé, jakou roli jáhenky hrají a zda byly vysvěceny, a dodal: „Zdá se mi užitečné mít komisi, která by to dobře objasnila.“ Vatikánský mluvčí Federico Lombardi následně řekl, že František „neřekl, že má v úmyslu zavést jáhenské svěcení pro ženy, a už vůbec nemluvil o kněžském svěcení žen.“

## Vytvoření
Když papež František 2. srpna 2016 zřídil Studijní komisi pro ženský diakonát, pověřil ji, aby prozkoumala historii žen sloužících jako diakonky v římskokatolické církvi. Jejím předsedou jmenoval arcibiskupa Luise Francisca Ladariu SJ, sekretáře Kongregace pro nauku víry, a dvanáct členů, šest žen a šest mužů:
- Núria Calduch Benages, členka Papežské biblické komise
- Francesca Cocchini, členka katedry na univerzitě La Sapienza (Řím) a Patristického institutu Augustinianum
- Piero Coda, prezident institutu Sophia University (Řím), člen Mezinárodní teologické komise
- Robert Dodaro OSA, prezident Patristického institutu Augustinianum
- Santiago Madrigal SJ, ekleziolog na Papežské univerzitě Comillas (Madrid)[19]
- Mary Melone SFA, rektorka Papežské univerzity Antonianum (Řím)[20]
- Karl-Heinz Menke, emeritní profesor dogmatické teologie na univerzitě v Bonnu, člen Mezinárodní teologické komise[20]
- Aimable Musoni SDB, ekleziolog na Papežské salesiánské univerzitě (Řím)[20]
- Bernard Pottier SJ, člen katedry na Institute D'etudes Théologiques (Brusel), člen Mezinárodní teologické komise[20]
- Marianne Schlosserová, teoložka na Vídeňské univerzitě, členka Mezinárodní teologické komise
- Michelina Tenace, teoložka na Papežské gregoriánské univerzitě (Řím)[21]
- Phyllis Zagano, vedoucí vědecká pracovnice na Hofstra University (New York)[22]

Členové komise se zdáli být v názorech rozděleni. Zagano napsala knihu s názvem Svatá sobota: Argument pro obnovení ženského diakonátu v katolické církvi, zatímco Menke tvrdil, že ženy nemohou být jáhny, protože nemohou být kněžími.
V srpnu 2016 UISG poděkovala papeži za splnění jeho závazku a za počet členek.

## Práce první studijní komise a její výsledky
Komise se poprvé sešla v listopadu 2016 v Římě.
Studijní komise vypracovala první zprávu pro papeže Františka do ledna 2019. V květnu 2019 František uvedl, že Studijní komise zatím nepřinesla "definitivní odpověď" kvůli nedostatku konsenzu ohledně role diakonek v raném křesťanství. František k tomu uvedl: „Pracovali společně. A do jisté míry našli shodu. Ale každý z nich má svou vlastní vizi, která se neshoduje s vizí ostatních. Zastavili se tam jako komise a každý z nich studuje a pokračuje dál.“ František sice naznačil, že individuální studium pokračuje, ale neuvedl, zda studijní komise zůstává aktivní jako orgán.

## Druhá komise
Amazonská synoda vyzvala k dalšímu studiu ženského diakonátu. Papež František nejprve slíbil obnovit činnost předchozí komise, ale poté se rozhodl 8. dubna 2020 zřídit novou komisi s těmito členy:
- Giuseppe Petrocchi, kardinál a předseda Komise
- Denis Dupont-Fauville, tajemník Komise
- James Keating
- Dominic Cerrato
- Santiago del Cura Elena
- Angelo Lameri
- Barbara Hallensleben
- Manfred Hauke
- Catherine Brown Tkacz
- Caroline Farey
- Anne-Marie Pelletier
- Rosalba Manes